# Rumah Panjang
Rumah Panjang is een bestuurslaag in het regentschap Aceh Barat Daya van de provincie Atjeh, Indonesië. Rumah Panjang telt 290 inwoners (volkstelling 2010).